# Спасо-Преображенский собор (Заславль)
Собор Преображения Господня — второй кафедральный собор Минской епархии Белорусской православной церкви, находящийся в городе Заславль, Белоруссия.
Является наиболее выразительным из памятников оборонно-культовой архитектуры Ренессанса, сохранившихся до нашего времени.

## История

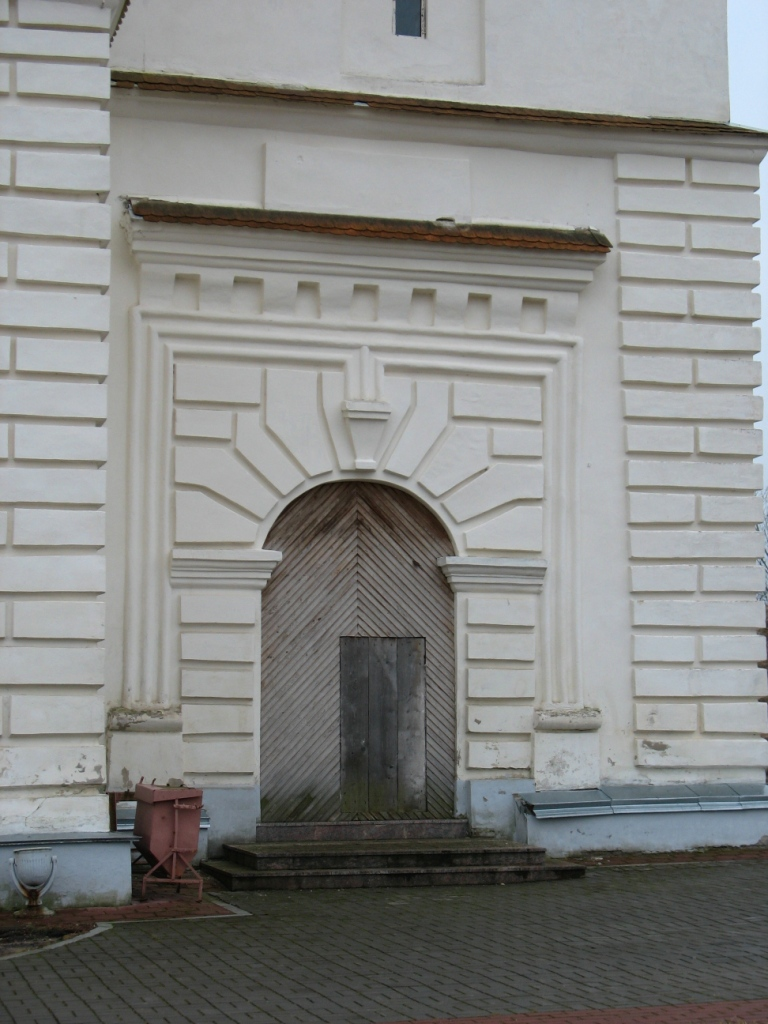
Отделка дверного портала и первого этажа храма рустом в стиле Ренессанса

Изначально был возведён как кальвинистский собор во 2-й половине XVI века. Основателем храма был тогдашний владелец Заславля Ян Глебович. Кальвинистский собор размещался на территории укреплённого бастионного замка. Храму тоже придавалось оборонное значение и, вероятно, по всему его периметру в верхней части стен располагались бойницы.
Известно, что Ян Глебович пригласил в Заславль выдающегося деятеля белорусской реформации, философа, просветителя и гуманиста Симона Будного. В 1572 году Будный переехал сюда, некоторое время жил в Заславле, проповедовал в реформаторской общине.
При кальвинистском соборе действовала школа, где могли обучаться дети различных сословий.
При виленском каштеляне Николае, сыне Яна Глебовича, кальвинистский собор приспособили в 1628 году под костёл Михаила Архангела. Новые владельцы Заславля Кристина и Казимир Сапеги, основавшие здесь в 1676 году доминиканский монастырь, передали ордену и храм.
В 1678 году бывший кальвинистский собор был частично перестроен: с западной стороны к храму была пристроена башня и реконструированы фасады. В верхней части стен вместо бойниц сделан декоративный аттиковый пояс, который имел широкое распространение в архитектуре Ренессанса в Беларуси. Об этих перестройках свидетельствует разнохарактерная обработка отдельных частей фасадов и неодинаковая толщина стен.
В 1833 году доминиканский костёл упразднён, а здание передано униатской церкви. В память деревянной униатской Спасо-Преображенской церкви, которая существовала ранее в Заславле, храм был освящён под таким же именем. В 1839 году на Полоцком соборе была отменена Берестейская церковная уния, церковь перешла к Русской Православной Церкви и вошла в состав Минской епархии.
В 1864—1865 годах Преображенская церковь была капитально отремонтирована. Действовала до середины 30-х годов. После закрытия и до войны в здании храма располагался мучной склад. Во время Великой Отечественной войны церковь была частично повреждена. В 1968—1972 годах отреставрирована и приспособлена под музей ремёсел и народных промыслов. Является частью историко-культурного заповедника «Заславль». В 1980-х годах передана Белорусскому экзархату Московского патриархата. После пожара 1996 года отреставрирована.
22 сентября 2014 года в связи с преобразованием границ Минской епархии решением Синода Белорусской православной церкви город Заславль определён вторым кафедральным городом Минской епархии. В связи с этим 3 марта 2015 года митрополит Минский и Заславский Павел (Пономарёв) определил Преображенский храм в городе Заславле в качестве второго кафедрального собора Минской епархии.

## Архитектура
Церковь представляет собой бесстолпный, безапсидный, прямоугольный в плане храм. Имел интерьер зального типа без алтарной апсиды, так как в реформаторском храме не предусматривалось место для алтаря и иконостаса. Кафоликон заславского собора имеет довольно приземистый вид. Толстые стены храма заканчиваются высоким аркатурным поясом наверху, в котором ранее располагались бойницы. Впереди кафоликона стоит 30-метровая башня, в каждом из шести ярусов которой также имелись бойницы. Изначально собор был построен без башни, которая была пристроена несколько позднее.
Снаружи стены храма обрамляют вертикальные пилястры, отделанные рустом. Собор стоит посреди укреплённого бастионного замка и имеет чёткие оборонительные черты, в частности он мог служить последним убежищем защитникам, а высокая башня, вероятно, выполняла функции дозорной.

## Галерея

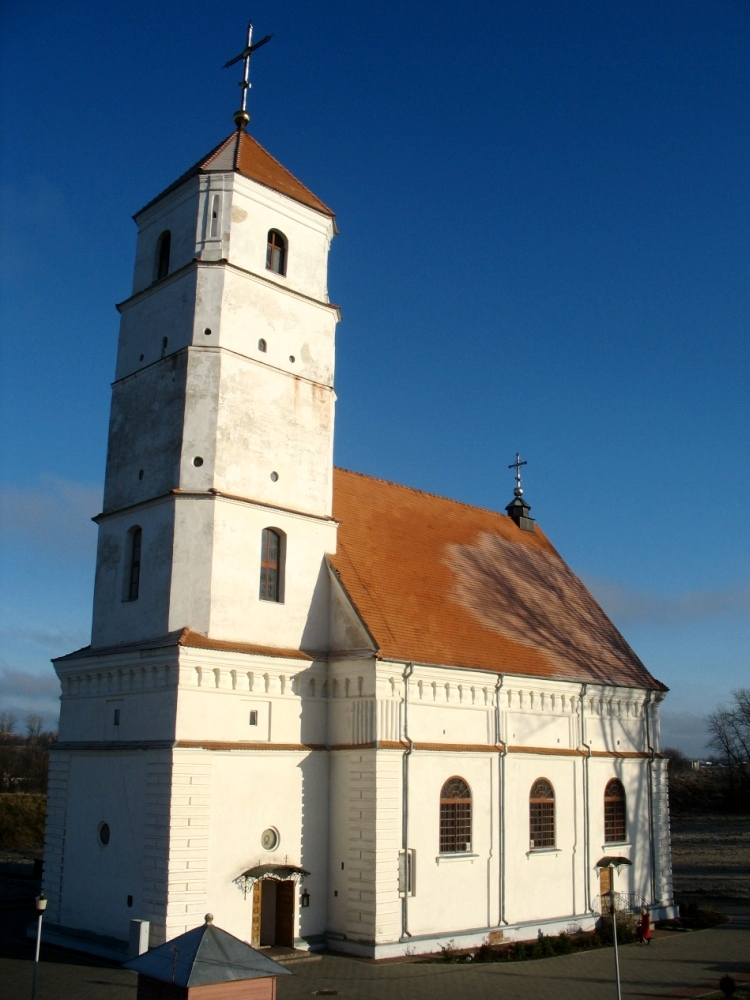
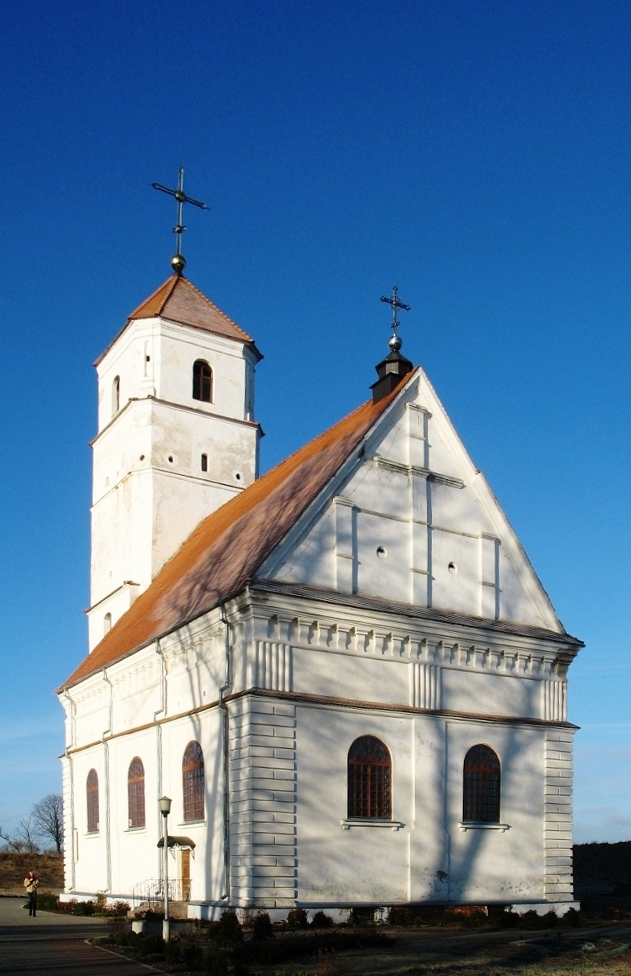
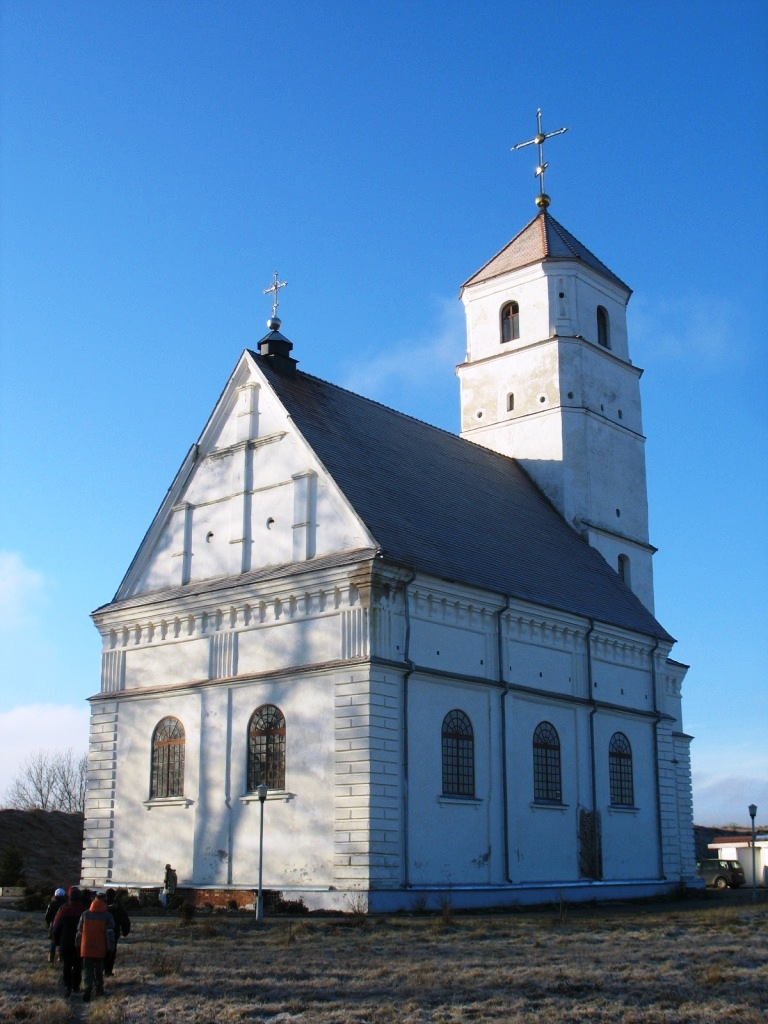
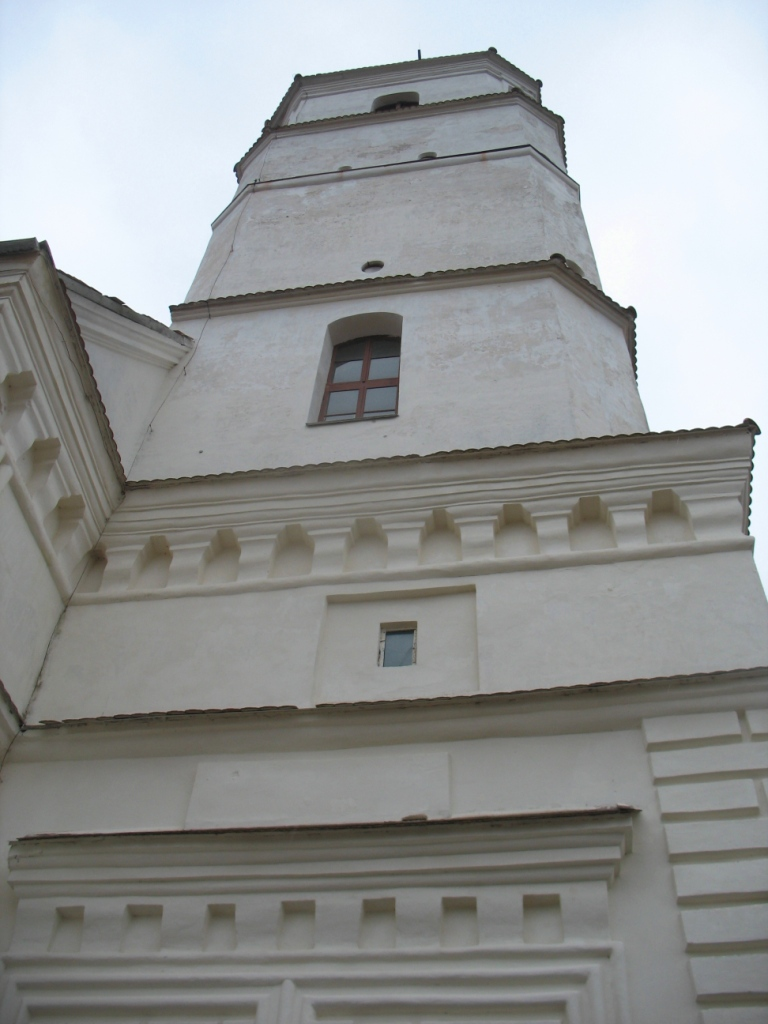